# Poker mit Pistolen
Poker mit Pistolen (Originaltitel: Un poker di pistole) ist ein Italowestern aus dem Jahr 1967, den Giuseppe Vari unter seinem Stammpseudonym Joseph Warren mit George Hilton in der Hauptrolle inszenierte. Am 14. September dieses Jahres lief der Film in Kinos des deutschsprachigen Raumes an.

## Handlung
Um seine Spielschulden zu bezahlen, verpflichtet sich Lucas dem Falschspieler George Benson gegenüber, der gegen ihn betrügerisch gewonnen hatte, einen Transport mit Banknotenpapier zu ihm zu schaffen und eigentlich für Masters bestimmt ist, der die illegalen Spielaktivitäten der Stadt kontrolliert. In Chamaco, der letzten Station vor dem Ziel, ersetzt Lucas die Papiere jedoch durch Spielchips, die für den Saloon Bensons bestimmt sind. Dort jedoch werden Benson und Lucas Opfer eines Überfalls von Masters. Einer von dessen Untergebenen ist ein ehemaliger Maler, der auf die schiefe Bahn geraten ist und nun als Fälscher arbeitet; seine Tochter Lola, als Saloonmädchen angestellt, verliebt sich in Lucas. Während der folgenden Nacht entspannt sich ein Kampf zwischen Masters Leuten und Benson/Lucas; zuerst scheinen die beiden die Gangster ausschalten zu können, dann behält doch Masters die Oberhand – bis der Mexikaner Lazar, unentdeckter Zeuge der Vorgänge, alles zu einem guten Ende bringen kann.

## Kritik
Sehr unterschiedliche Reaktionen löste der Film bei den Kritikern aus. Von „spannend“ (Lexikon des internationalen Films) über „mittelmäßig“ (Ulrich P. Bruckner) bis zum totalen Verriss durch J.M. Sabatier, der fand, der Film „biete in Ermangelung eines tieferen Geheimnisses nur eine beliebige Geschichte von einfachstem Strickmuster, die kein Interesse wecken kann. Mit Ausnahme der immer exzellenten Incontrera können auch die Schauspielerleistungen  den Film nicht vor dem Vergessen bewahren“. Christian Keßler fasst zusammen: Der Regisseur bliebe „seiner Regel treu, nichts zu machen, was irgendwie aus dem gesunden Mittelmaß herausfiele“. Der Evangelische Film-Beobachter zog folgendes Fazit: „Von der Story her hätte das ein interessanter Film werden können, jedoch verpaßte die Regie die Chance, einen überdurchschnittlichen Western zu machen. Nur mäßig spannend und unterhaltsam.“

## Bemerkungen
Der Film spielte in Italien eher unterdurchschnittliche knappe 145 Millionen Lire ein.